# Stenophylax coiffaiti
Stenophylax coiffaiti är en nattsländeart som först beskrevs av Decamps 1963.  Stenophylax coiffaiti ingår i släktet Stenophylax och familjen husmasknattsländor. Inga underarter finns listade i Catalogue of Life.